# Collichthys
Collichthys és un gènere de peixos de la família dels esciènids i de l'ordre dels perciformes.

## Taxonomia
- Collichthys lucidus (Richardson, 1844)[3]
- Collichthys niveatus (Jordan & Starks, 1906)[4][5][6][7][8][9]